# Daniel Schneiker

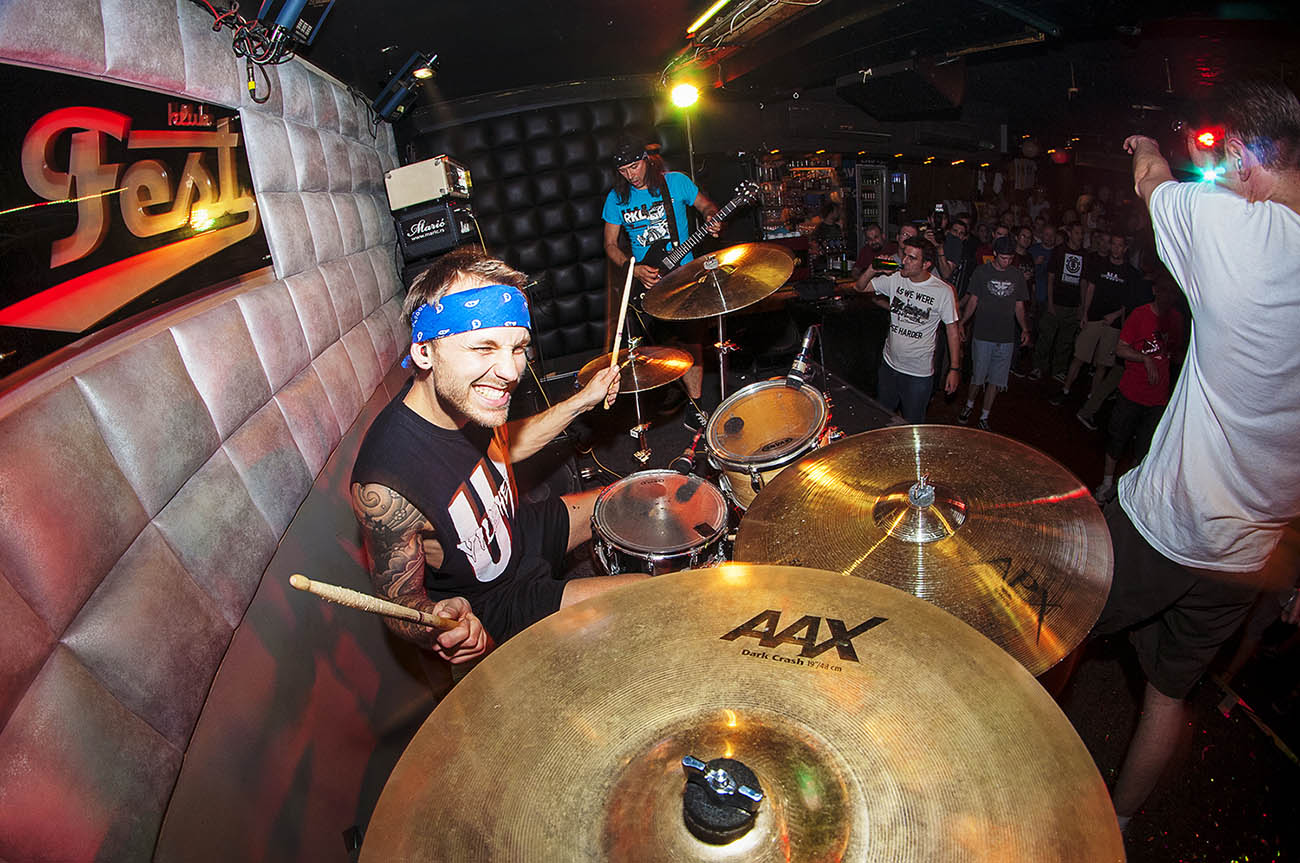
Danny Schneiker mit Vitamin X beim Exit Fest 2019

Daniel „Danny“ Schneiker (* 1982 in Würzburg) ist ein deutscher Schlagzeuger und Schlagzeuglehrer. Er ist bekannt für seine Tätigkeit in verschiedenen Punk- und Hardcore-Bands, aber auch für Künstler aus dem Bereich Schlager.

## Leben
Schneikers Vater war Schlagzeuger bei der Hardrock-Band Revolver. Mit 15 Jahren begann Daniel Schneiker mit dem Schlagzeugspiel. Anfang der 2000er-Jahre absolvierte er eine Ausbildung zum Kaufmann im Einzelhandel bei Musikhaus Thomann. 2010 zog er von Würzburg nach Hamburg. 2015 begann er eine Ausbildung zum Schlagzeuglehrer am Trommwelwerk Bremen. Nach deren Abschluss bildete er sich von 2016 bis 2018 an der Hamburg School of Musik zum Profimusiker fort. 2018 zog er nach Bremen. Seit 2019 ist Schneiker als selbständiger Schlagzeuglehrer tätig.

## Karriere
Von 2000 bis 2004 spielte Schneiker in lokalen Bands im Großraum Würzburg/Schweinfurt. 2004 machte er sich als Backliner selbständig und arbeitete unter anderem mit Künstlern wie Nana Mouskouri, Marcus Miller, Orishas und Living Colour. 2005 wurde er Schlagzeuger der Schweinfurter Hardcore-Band Evenworse, mit der er mehrere Tonträger aufnahm und eine Europatournee absolvierte.
2009 und 2011 war er als Live-Schlagzeuger und Backliner für Die Flippers tätig und ist beispielsweise auf deren Live-DVD Best of Live – Die Abschiedstournee 2011 vertreten.
2011 gründete er die Punkband Bent Cross und trat wenig später parallel der niederländischen Hardcore-Band Vitamin X bei. Als einziges nichtniederländisches Mitglied der Band muss er für Auftritte eingeflogen werden. Mit Vitamin X spielte er unter anderem auf dem französischen Hellfest, dem tschechischen Obscene Extreme, dem serbischen Exit Fest und dem US-amerikanischen Maryland Deathfest und tourte durch die Vereinigten Staaten, Mexiko, Brasilien und Japan. 2017 spielte er die Schlagzeugparts auf der EP Harbour Ties der trinidadischen Punk-/Hardcoreband Anti-Everything ein. Seit 2020 ist er neben seiner Tätigkeit bei Vitamin X der Schlagzeuger der Bremer Fun-Punk-Formation Die Mimmi’s.

## Diskografie
Mit Evenworse
- 2006: Split-Album mit The F.A. (Prügelprinz, Emancypunx, Crucifacdos Records)
- 2009: Split-Album mit Goldust (Final Exit Records)

Mit Bent Cross
- 2011: Bent Cross (EP, Barfight Records)
- 2012: Split-EP mit Annotation (Hardware Records)

Mit Anti-Everything
- 2017: Harbour Ties (EP, Boatshrimp Records)

Mit Vitamin X
- 2018: Age of Paranoia (Southern Lord)

Mit Flamingo Alligators
- 2019: Vertigo (Fuego)